# Batalla de Štip
La batalla de Štip fue un enfrentamiento entre las fuerzas del Imperio Habsburgo y los Otomanos durante la contraofensiva austriaca de la Gran Guerra Turca el 10 de noviembre de 1689. La batalla terminó con una victoria para los austriacos, los otomanos sufrieron grandes de perdidas de unos 2.000 muertos, teniendo que retirarse.

## Trasfondo

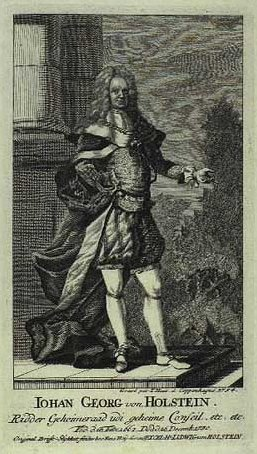
Johann Georg von Holstein

Tras incendiar Skopie, los austriacos continuaron sus avances hasta dentro de Macedonia, cuya tarea consistía en observar el área para prevenir y frustrar la concentración de fuerzas enemigas. Uno de ellos fue el príncipe Johann George von Holstein, que asumió el mando de las tropas de Enea Silvio Piccolomini después de que este muriera de cólera.

## La batalla
Al enterarse de que el ejército turco se había concentrado en Štip, el príncipe decidió ir al lugar y expulsarlo de la ciudad con un ataque rápido. Dejando su campamento cerca de la villa de Kumanovo, las tropas de Johan llegaron a Štip el 10 de noviembre de 1689. Fue el mayor y más feroz enfrentamiento entre los ejércitos austriaco y otomano en territorio macedonio.La batalla termino con una conveniente victoria para el Imperio Habsburgo.

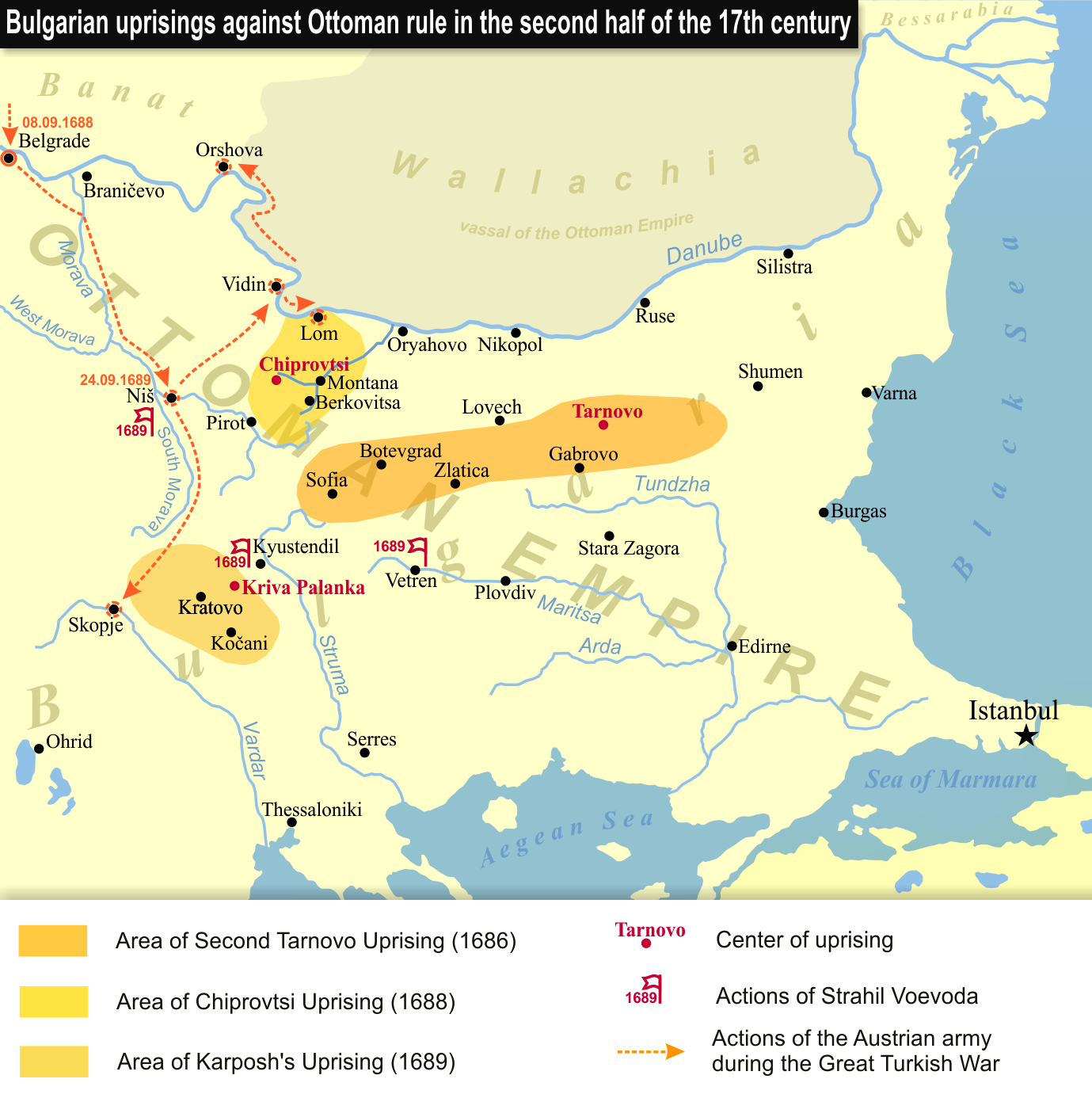
Mapa de la rebelión de Karposh

Los otomanos sufrieron una fuerte derrota. Dejando atrás unos 2.000 muertos, se retiraron. Los austriacos incendiaron la ciudad y regresaron a Kosovo, transportando un importante cargamento de varios miles de barriles de mercancías. De regreso, derrotaron otra unidad de reconocimiento turca de 300 hombres.

## Consecuencias
Después de dos años, en 1691, la ciudad fue reconquistada por los otomanos.La ciudad sufrió un daño severo. A pesar de la destrucción, Štip no fue recuperada hasta el siglo XIX (19).